# Wangerooger Friesisch
Das Wangerooger Friesisch war ein Dialekt der ostfriesischen Sprache, der vereinzelt noch bis etwa 1930 auf der Nordseeinsel Wangerooge und bis 1950 auf dem Festland gesprochen wurde. 

## Klassifikation
Das Wangerooger Friesisch gehörte zur weserfriesischen Dialektgruppe des Ostfriesischen, die im Osten der ostfriesischen Halbinsel, im ehemaligen Rüstringen und im Land Wursten verbreitet war. Das Wangeroogische war der letzte Vertreter dieser Dialekte. 

## Geschichte
Aus altfriesischer Zeit sind keine schriftlichen Zeugnisse von der Insel Wangerooge erhalten. Es existieren jedoch mit den beiden so genannten Rüstringer Handschriften aus der Zeit um 1300 (das Asegabuch und ein weiterer Rechtstext) zwei Texte aus dem weserfriesischen Dialektgebiet, deren sprachliche Form dem Altwangeroogischen wahrscheinlich sehr ähnlich war.
Im 19. Jahrhundert war die ostfriesische Sprache schon seit Generationen nahezu vollständig durch niedersächsische Mundarten ersetzt worden. Lediglich in zwei abgelegenen Gebieten im Land Oldenburg hatten sich Dialekte der Sprache halten können. Diese waren das Saterland, wo der örtliche Dialekt bis heute lebendig ist, und die Insel Wangerooge. Für die Wangerooger war ihr Dialekt in der ersten Hälfte des 19. Jahrhunderts noch Alltagssprache. Erst durch die Sturmflutkatastrophe des Winters 1854/55 wurde die kleine, aber bis dahin stabile Wangerooger Sprachgemeinschaft ernsthaft gefährdet. Die meisten Insulaner zogen nach der Flut in den Ort Varel am Jadebusen und gründeten dort die Siedlung „Neu-Wangerooge“. Bei der Neubesiedlung der Insel wenige Jahre später kehrten die ehemaligen Bewohner nicht nach Wangerooge zurück.
Durch die Teilung der Sprachgemeinschaft war das Wangeroogische langfristig nicht mehr überlebensfähig. Jedoch konnte sich die Mundart noch einige Jahrzehnte auf der Insel und sogar noch etwas länger auf dem Festland halten. Auf Wangerooge verstarb der letzte Sprecher um 1930, in Varel starben 1950 schließlich die beiden letzten Muttersprachler des Wangerooger Friesischen. Damit gilt die Sprache als ausgestorben.
Der Jurist und Laiensprachforscher Heinrich Georg Ehrentraut (1798–1866) aus Jever fertigte noch vor der Sturmflutkatastrophe umfangreiche Aufzeichnungen des Wangerooger Friesischen an und gab die Erkenntnisse seiner Forschungen in der von ihm gegründeten Reihe Friesisches Archiv heraus. In den 1990er Jahren wurden im Archiv des Mariengymnasiums in Jever schließlich noch umfangreiche unveröffentlichte wangeroogische Aufzeichnungen Ehrentrauts entdeckt und herausgegeben. Das Wangerooger Friesisch ist damit umfangreich dokumentiert.
Der Hallenser Germanistikprofessor und Mundartforscher Otto Bremer reiste 1898 nach Wangerooge und „Neu-Wangerooge“, um die Sprache zu studieren.  Im Jahre 1924 zeichnete er Sprachbeispiele des damals bereits vom Aussterben bedrohten Dialekts auf Phonographenwalzen auf. In seinem letzten Willen wünschte Bremer, dass diese auf Schellackplatten überspielt würden, was sein Nachfolger Richard Wittsack auch umsetzte. Sie sind heute Teil des Schallarchivs der Abteilung Sprechwissenschaft und Phonetik der Martin-Luther-Universität Halle-Wittenberg. Wittsack publizierte zudem auf Grundlage der Phonogramme 1938 eine kurze Schrift über das Wangerooger Friesisch mit Beiträgen von Dietrich Gerhardt und Edgar Fuhrhop.

## Sprachliche Merkmale
Das Friesische der Insel Wangerooge wies einige Besonderheiten auf, die zum Teil wahrscheinlich typische Erscheinungen für ost- oder weserfriesische Dialekte im Allgemeinen waren, teilweise aber auch wohl spezielle Eigenheiten der Inselmundart darstellten. Zu Ehrentrauts Zeiten waren zum Beispiel ungewöhnlicherweise noch die Reibelaute [θ] und [ð] („th-Laut“) sehr gebräuchlich. Auch der wahrscheinlich für das gesamte Weserfriesische typische (und ansonsten für westgermanische Sprachen untypische) Erhalt voller Nebensilben nach kurzen Stammvokalen ist im Wangeroogischen deutlich sichtbar (z. B. schüpu „Schiffe“). Ebenfalls bemerkenswert waren die im Germanischen seltene Konsonantengemination und der ungewöhnliche (auch wortübergreifende) Einschub von /r/ zwischen den Dentalen /t/ und /d/ (z. B. settert statt settet „setzt“).
Das Verbalsystem war durch den Zusammenfall der beiden altfriesischen schwachen Verbklassen bei gleichzeitiger Inkorporation der Infinitivendung -i in den Wortstamm ehemaliger kurzstämmiger Verben gekennzeichnet. Dies ist gut an Nominalisierungen der Verben zu erkennen; so wird aus dem Verb spiilii „spielen“ der spiiliider „Spieler“. Weiterhin war das Wangeroogische neben dem ebenfalls bereits ausgestorbenen nordfriesischen Dialekt der Südergoesharde die einzige moderne friesische Mundart, in der sich die einheitliche Endung -t im Präsens Plural erhalten hatte.